# Ipomoea hastigera
Ipomoea hastigera är en vindeväxtart som beskrevs av Carl Sigismund Kunth. Ipomoea hastigera ingår i släktet praktvindor, och familjen vindeväxter. Inga underarter finns listade i Catalogue of Life.